# راهل ویگدوزچیک
راهل ویگدوزچیک (به انگلیسی: Rahel Vigdozchik) ژیمناست زادهٔ ۱ مهٔ ۱۹۸۹ میلادی اهل کشور اسرائیل است.